# Fuchsia hatschbachii
Fuchsia hatschbachii är en dunörtsväxtart som beskrevs av Paul Edward Berry. Fuchsia hatschbachii ingår i släktet fuchsior, och familjen dunörtsväxter. Inga underarter finns listade i Catalogue of Life.

## Bildgalleri

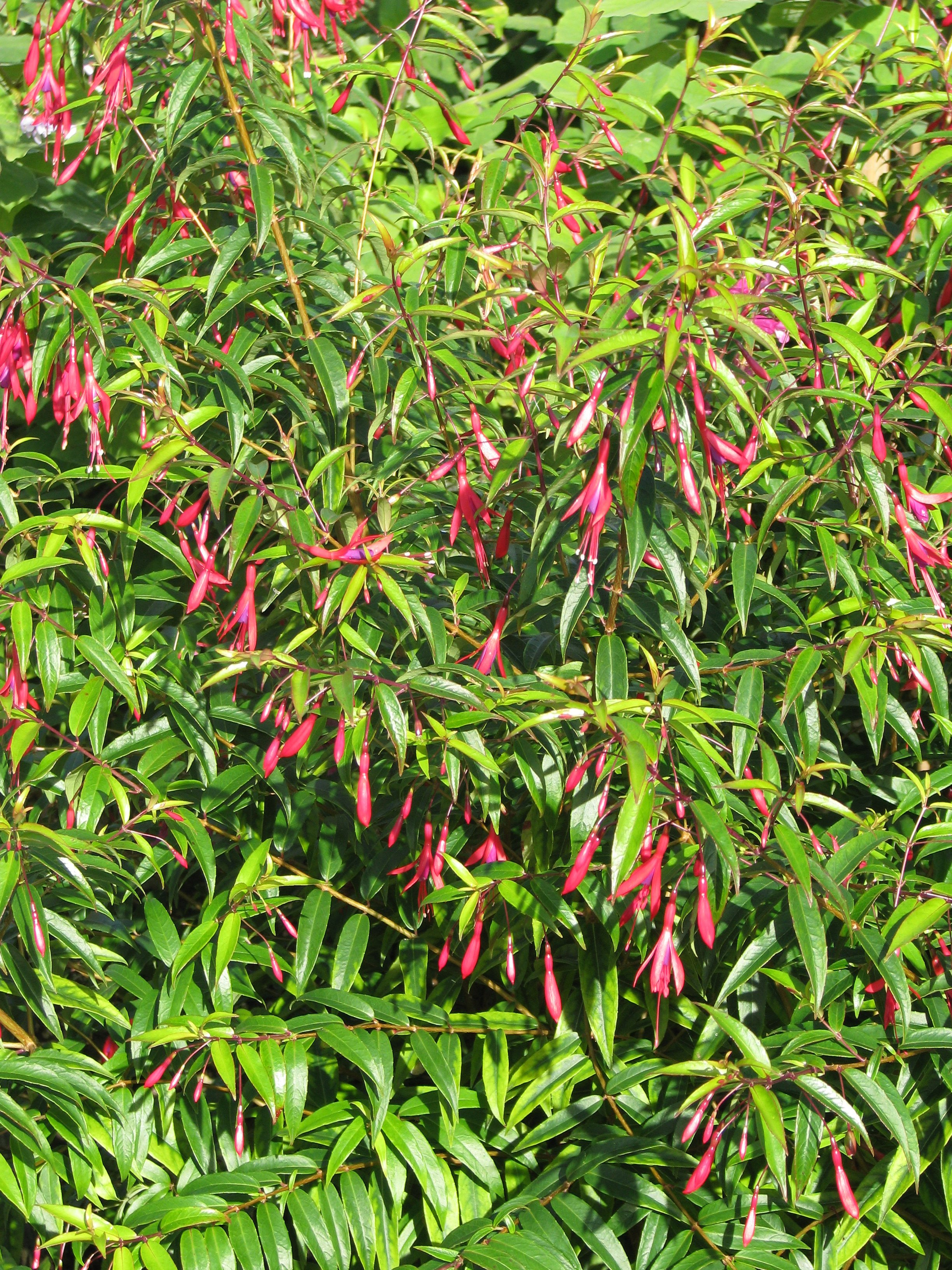